# St. Marys Bay, Nova Scotia
St. Marys Bay är en vik i Kanada.   Den ligger i provinsen Nova Scotia, i den sydöstra delen av landet, 800 km öster om huvudstaden Ottawa.
I omgivningarna runt St. Marys Bay växer i huvudsak blandskog. Runt St. Marys Bay är det glesbefolkat, med 9 invånare per kvadratkilometer.